# 杉本まりえ
杉本 まりえ（すぎもと まりえ、1977年5月18日 - ）は、日本の元AV女優。

## 出演作品

### アダルトビデオ(撮りおろし作品)
2000年
- スキャンダラスマダム（10月27日、マックス・エー）
- まりえ30歳 挑発のフェロモン（11月21日、クリスタル映像）
- レズと母乳と接吻と…（12月1日、アロマ企画）
- 淫画ダイナマイト 4 [発情淫ら妻号]（12月1日、アロマ企画）
- 艶（12月10日、グローリークエスト）
- 淫熟Wクィーン（12月15日、マックス・エー）

2001年
- 女ハ男ヲ目デ犯ス。13th（2月5日、ワープエンタテインメント）
- デカパイE（2月8日、YEA BIG FUNBAG）
- ザーメン発射6連発（2月22日、グンジン）
- 近親相姦（3月10日、桃太郎映像出版）
- 官能の性生活 愛し合う為の合体集（5月10日、FAプロ）…オムニバス作品
- のぞきスワップ 妻が絶倫男に抱かれて狂う!（6月10日、FAプロ）
- 山の手 痴熟女（6月27日、ビッグモーカル）
- 0一年 SEX・キッスオブファイヤー（7月10日、FAプロ）
- いやし系美熟女スペシャル（7月21日、ビッグモーカル）
- 私脱いだらスゴイんです（7月25日、ビッグモーカル）
- THE 変態女 volume 005（9月8日、エクストリーム）
- 中高年の為に… 昭和性生活白書（9月10日、FAプロ）
- ママ…（10月19日、VIP）
- 誘惑ミセス 34（10月25日、U&K）
- 玩具扱いされる男（12月1日、アロマ企画）
- Pandora 仮面秘密倶楽部（12月21日、LEO）
- マッサージ 感激（? 、ラハイナ東海）

2002年
- 地獄だよお義母さん 12（1月11日、東京音光）
- Cutie Wife 若妻の午後（1月30日、LEO）
- 義母物語 母・娘・崩壊（2月7日、グラフィティジャパン）
- Nurse Call 看護婦と女医の性痴療（2月19日、LEO）
- 熟美裸（2月23日、グローリークエスト）
- 痴憾（2月23日、桃太郎映像出版）
- 義母の悶え（3月11日、グラフィティジャパン）
- 溜池ゴローの美熟女ファイル 杉本まりえ(32歳)（4月6日、ドグマ）
- 痴女行為中毒になった私たち さやかちゃん家の性教育（5月6日、ドグマ）
- ギャングバング（5月16日、桃太郎映像出版）
- 痴女 愛にひたむきな痴女妻と超エロ娘&美・女教師（5月31日、アテナ映像）…オムニバス作品
- かみつき+におい タタキ・クスグリ・ツネクリ・ナメクリ（5月31日、ホットエンターテイメント）…オムニバス作品
- 新・人妻コンタクトマガジン 牝香の誘惑（6月15日、鱗太朗商店）
- YOKOHAMA 馬車道の人妻たち（6月26日、ビッグモーカル）
- 人妻巨乳 悶える肉体 VOLUME.3（8月9日、オブテイン・フューチャー）
- 貴婦人 昼下がりの乱れ妻（9月13日、ビッグモーカル）
- 友の母（9月17日、グラフィティジャパン）
- I AM SEXY 4（9月21日、ステージメディア）
- 三十路の視線（10月18日、タカラ映像）
- 人妻 E・ros 3（10月21日、ステージメディア）
- 美人妻白百合晩餐会（10月27日、ビッグモーカル）
- 剃毛（11月1日、MOODYZ）
- 誘う巨乳人妻（11月8日、タカラ映像）
- 肉欲オフィス（12月20日、パジェント）

2003年
- 市原克也が現場で勃起した女達（1月24日、桃太郎映像出版）
- 高級美熟女（2月1日、メディアボス）
- 巨乳奥様いけない昼下がり（4月4日、タカラ映像）
- 巨乳若妻が教えてあげる（4月8日、アイデアポケット）
- Solud Vol.4 (4月10日、リアルアタック)  ※激薄・薄消し作品
- 痴女（4月18日、桃太郎映像出版）
- レ・ズ・ビアン 10（6月6日、U&K）
- 貴婦人SEX晩餐会（9月24日、ビッグモーカル）
- マダムレポート3 〜スケベな人妻でごめんなさい〜（12月1日、マルクス兄弟）
- 女子校生 強制レズレイプ（12月18日、笠倉出版社）

2004年
- M痴女（1月21日、ステージメディア）
- 〜禁断の性〜 友達の母 1（2月15日、マドンナ)
- 熟女おもらし恥態6連発 3（2月15日、マドンナ）
- 痴熟女発情オナニー 3（3月15日、マドンナ）
- 特選ミセス 麗しの団地妻 7（3月15日、マドンナ）
- 超絶 淫乱女優（4月16日、グローリークエスト）
- 四十路熟母 和装で乱れる痴母の悦情（5月19日、ビッグモーカル）
- Lesson H VOL.10 女教師だってガマンできない （5月31日、ステージメディア）…オムニバス作品
- 中出しマダム 3（6月15日、マドンナ）…オムニバス作品
- 『レズビアン調教 VOL.1 ～5娘11熟女』（6月25日、アルファーインターナショナル）
- ディープレズビアン 19（11月25日、U&K）

2007年
- ド迫力・野外SEX!（7月4日、FAプロ）
- SEX48手 キッスオブファイヤー（7月4日、FAプロ）

発売日不明
- 巨乳レズ乱交（アウダースジャパン）